# Bob Collins
Robert Lindsay Collins, detto Bob (8 febbraio 1946 – 21 settembre 2007), è stato un politico australiano.
Membro del Partito Laburista Australiano fu eletto al Senato australiano fra il luglio 1987 ed il marzo 1998 in rappresentanza del Territorio del Nord. Prima di entrare al Senato era stato membro della Assemblea Legislativa del Territorio del Nord dal 1977 al 1987 e capogruppo dell'opposizione dal 1981 al 1986. Fu il primo uomo dal Territorio del Nord a divenire ministro federale.